# Musikundervisning i Sverige
Musikundervisning, tidigare sång, är ett skolämne. I förskolan har man ofta sångstund i stället. En vanlig sångbok i Sveriges skolor har varit Nu ska vi sjunga.
Utöver sång lär man sig bland annat rytm, rörelse, instrumentspel och teori.
Skolverket använder sig av fyra "M" för att sammanfatta vad ämnet ska innehålla:

Musicerande (Att sjunga eller spela i grupp)

Musikskapande (Att använda sin egen kreativitet och uttrycka musikaliska tankar)

Musikkunnande (Att bland annat lära sig olika begrepp och få kännedom om andra kulturer)

Musiklyssnande (Möjlighet att diskutera och analysera olika verk eller låtar)